# Mîloradove, Kotelva
Mîloradove (în ucraineană Милорадове) este localitatea de reședință a comunei Mîloradove din raionul Kotelva, regiunea Poltava, Ucraina.

## Demografie
Componența lingvistică a localității Mîloradove
     Ucraineană (98,64%)
     Rusă (1,11%)
     Alte limbi (0,25%)
Conform recensământului din 2001, majoritatea populației localității Mîloradove era vorbitoare de ucraineană (98,64%), existând în minoritate și vorbitori de rusă (1,11%).